# Acer sino-oblongum
Acer sino-oblongum är en kinesträdsväxtart som beskrevs av Metcalf. Acer sino-oblongum ingår i släktet lönnar, och familjen kinesträdsväxter. Inga underarter finns listade i Catalogue of Life.